# Koningskerkje

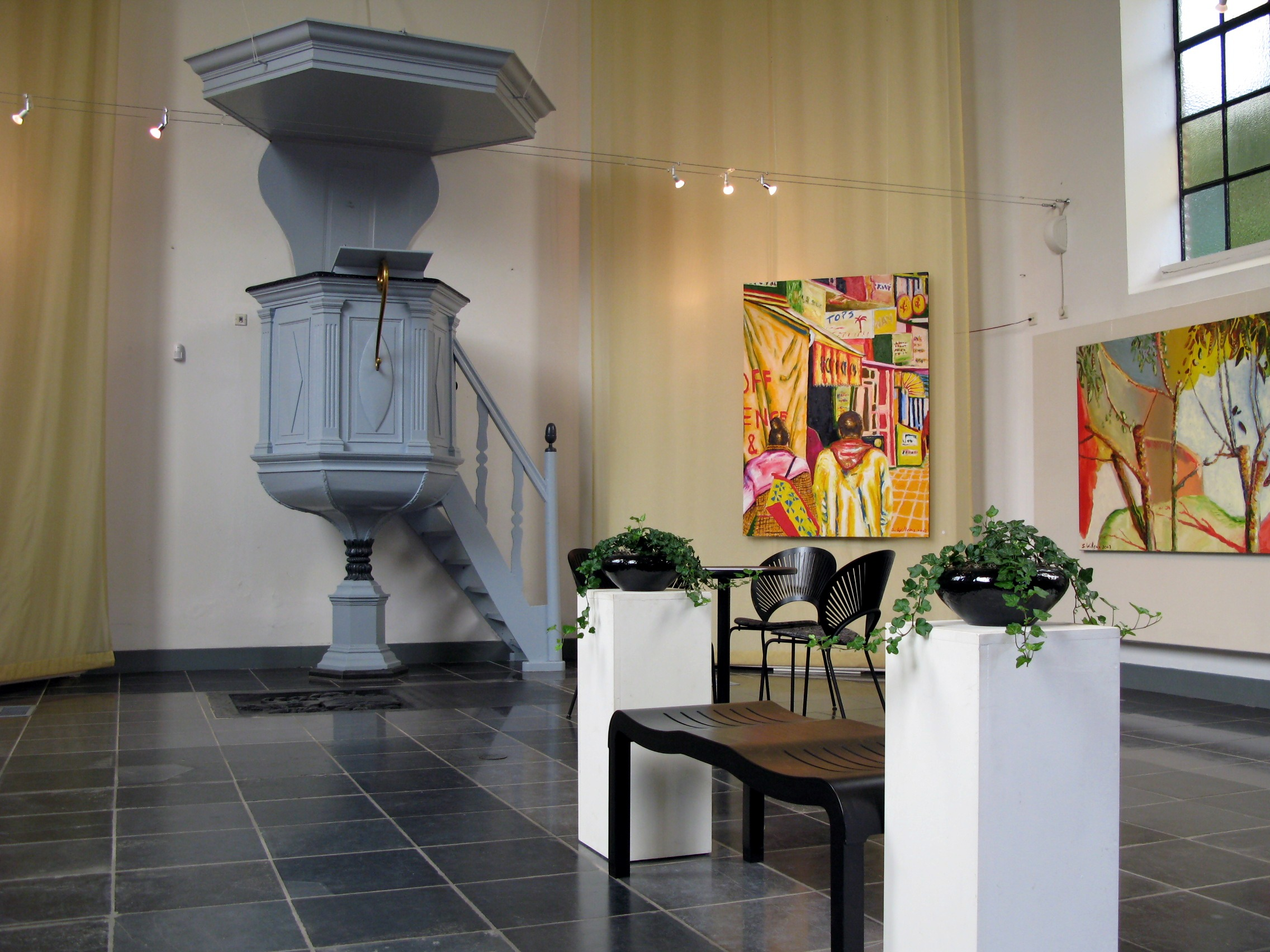
Interieur van het Koningskerkje

Het Koningskerkje is het voormalige Nederlandse Hervormde kerkgebouw van Vierlingsbeek, een dorp in Noord-Brabant. Het neoclassicistische zaalkerkje uit 1843, een waterstaatskerk, deed tot 1997 dienst als kerkgebouw voor de Nederlandse Hervormde Gemeente van Boxmeer - Vierlingsbeek. Sinds 1999 is het in gebruik voor culturele activiteiten en als trouwzaal.